# Музей герцога Антона Ульріха
Музей герцога Антона Ульріха (нім. Herzog Anton Ulrich-Museum) — музей у місті Брауншвейгу, що виріс з приватної картинної галереї герцога  Антона Ульріха Брауншвейг-Вольфенбюттельського.

## Дещо про засновника

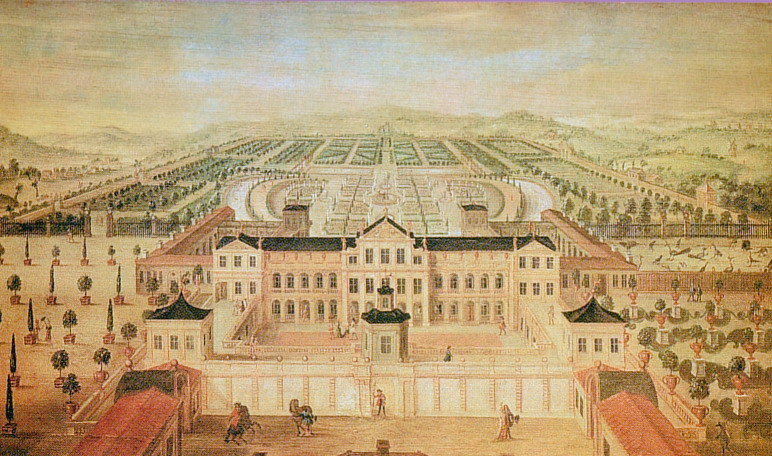
Резиденція Зальцдалюм герцога Антона Ульріха, 1721 р.

Майбутній музей починався як приватна палацова збірка герцога Антона Ульріха.
Герцог був достатньо типовою особою володаря доби бароко. Відомо, що він свого часу відвідав Італію і був у захваті від пишності палаців і побуту князів світських і церковних. Пристрасть до розкошів він і переніс на батьківщину. Бажання мати пишну резиденцію призвело до перетворення села Зальцдалюм на пишну герцогську садибу з палацом і садом бароко.
Він прийшов до влади в пору зрілості, тому поспішав в прагненні створити пишний герцогський двір. За стереотипами тої доби володар мав мати пишну резиденцію, сад бароко, картинну галерею, кабінет курйозів, цікавитися театром тощо. Все це матиме і його резиденція у селі Зальцдалюм. Для картинної галереї було вибудоване окреме приміщення, практично перше на землях Німеччини. Збірки герцога розташували спочатку в павільйоні малий Мостгоф, потім в павільйоні великий Мостгоф.
Землі в околицях Зальцдалюма були заболочені, тому були проведені меліоративні та осушувальні роботи. Поспіх був таким, що майже всі споруди вибудували з деревини і лише фундаменти були кам'яними. Сам герцог цікавився літературою, писав духовні вірші, складав програми для свят і вистав в припалацовому театрі тощо. Сучасники називали його резиденцію дерев'яним Версалем, хоча індивідуальний проект ансамблю  і його реалізація нічим не наслідували Версалю за формами окрім прагнення до пишності.

## Подальша історія

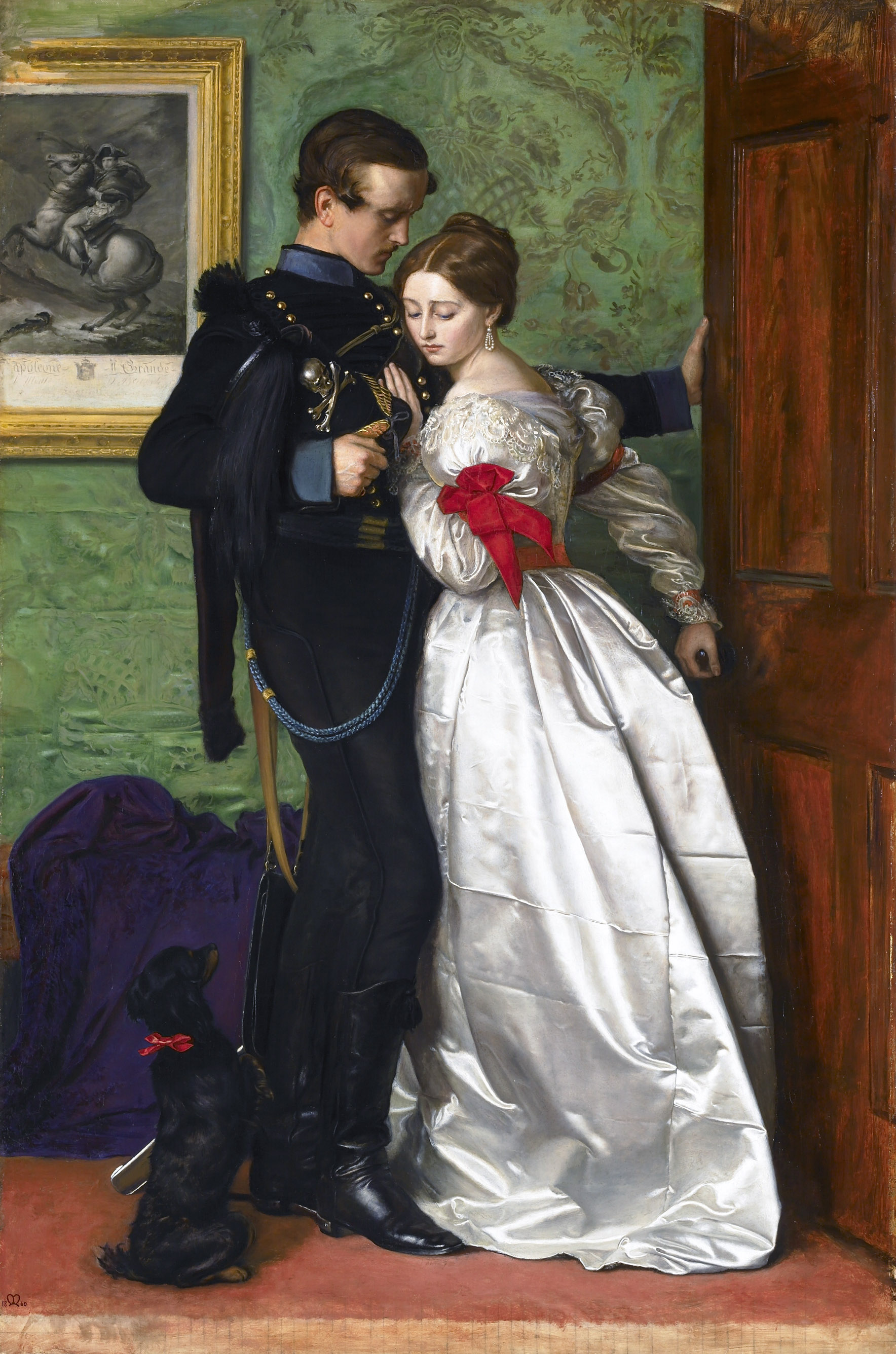
Джон Еверетт Мілле. «Чорний брауншвейзький гусар» (прощання перед баталією), 1860 р.

Герцог Антон Ульріх не був першим, хто почав збирати твори мистецтва. Його колекція наслідувала збіркам герцога Карла І, його попередника. Але барокову пишність колекціям надав саме він. Ініціатива створення музею належить не йому, а його нащадкам за сприяння Даніеля Десупервійє у 1754 році.  Таким чином збірка стала музеєм серед перших на європейському континенті і лише на рік пізніше заснування Британського музею.
Резиденція, вибудувана з деревини на вологих ґрунтах, почала псуватися. Зміна моди та великий кошторис відновлювальних робіт привів до рішення розібрати споруди 1813 року остаточно. Колекції були перенесені у нове місце. Захоплення герцогства арміями Наполеона І Бонапарта призвело до ліквідації державності герцогства та вивезення мистецьких колекцій  в Париж.
Дворянство герцогства не скорилося Наполеонові Бонапарту і виступило спочатку на боці армій австрійського імператора, а потім на боці Великої Британії. Майже всі брауншвейзькі офіцери загинули, що знайшло свій вдячний відгук в картині британця Джона Ереретта Мілле «Чорний брауншвейгець». Після усунення від політики Наполеона І мистецькі колекції вдалося повернути на батьківщину. Але частка їх була розпродана тимчасовими володарями.

## Нова споруда музею

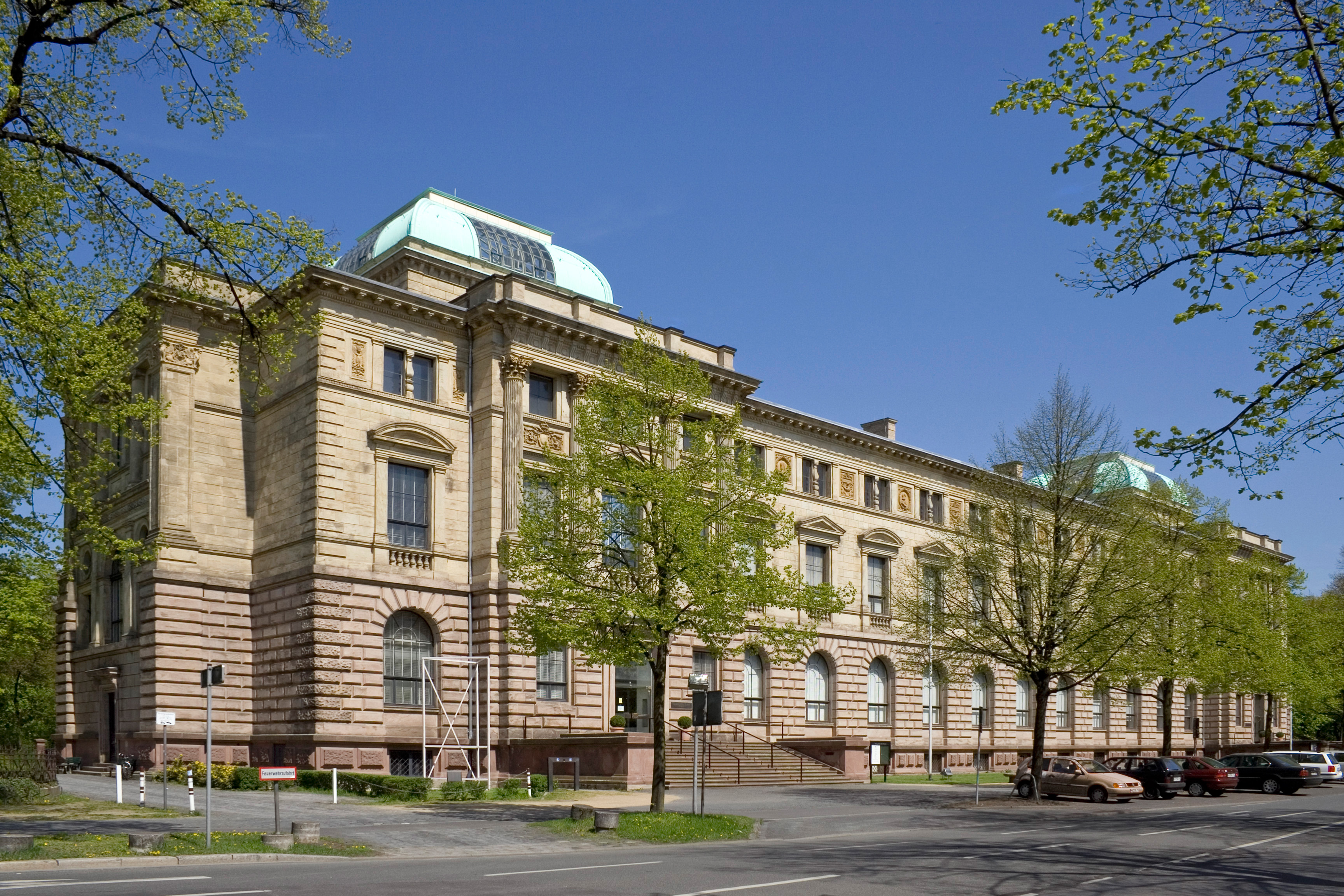

Створенням нового приміщення для музейних колекцій почав опікуватись з 1887 року директор музею Герман Рігель, проект створив архітектор Оскар Соммер. У Німеччині  створенням нових музейних приміщень вже займався архітектор Лео фон Кленце. В Брауншвейгу йому наслідували і споруду створили в стилі неоренесанс. Через фінансові проблеми колекції збільшувались у 19 столітті повільно.
Лише згодом сюди перейшли чотири нові приватні збірки —
- колекція Рейнеке (1868 р.)
- колекція Васель (1910 р.)
- колекція Вейвел-Тепель Мен та ін.

## Музей в 21 столітті
На початку 21 ст. музей використав можливість реконструкції. Головна споруда в стилі неоренесанс, що мала пошкодження в роки другої світової війни, була відремонтована до 2013 року.
У період 2008-2010 років було створене нове приміщення музею, де облаштували наукову бібліотеку, архів, кафе для відвідувачів, майстерні і технічні служби, офіс адміністрації. Все це надало можливість використовувати головну споруду музею лише для експозицій та виставок.
На початок 21 століття музей герцога Антона Ульріха має не тільки картинну галерею. Музей має відділок друкованої графіки, колекцію творів країн Далекого Сходу, вироби з металів і старовинні годинники, бронзові скульптури, старовинні меблі, коштовну колекцію італійської майоліки, одну з найкращих на землях Німеччини, емалі, вироби з різьбленої слонової кістки тощо.

## Гравюрний відділ музею та малюнки художників

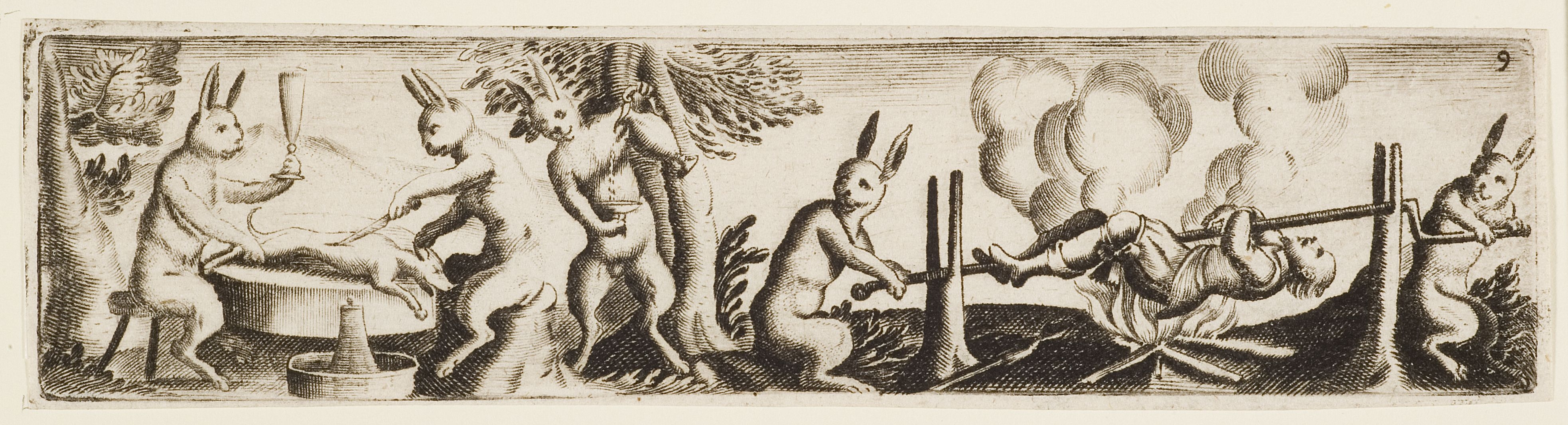
худ. Ієронімус Банг. «Покарання зайцями мисливця та його собаки», злам 16-17 ст.

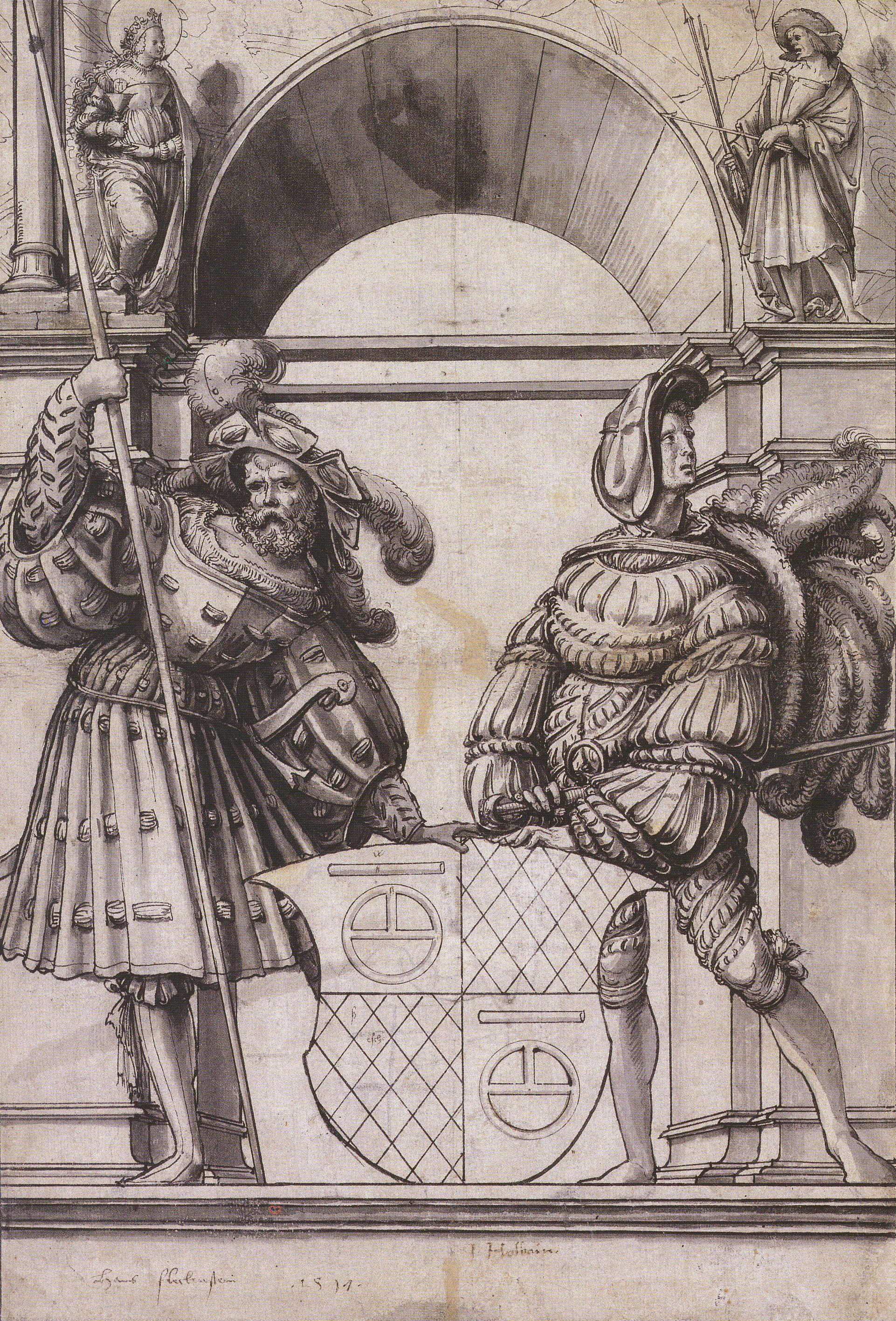
Ганс Гольбейн молодший. Проект для вітража., 1517 р. Музей герцога Антона Ульріха

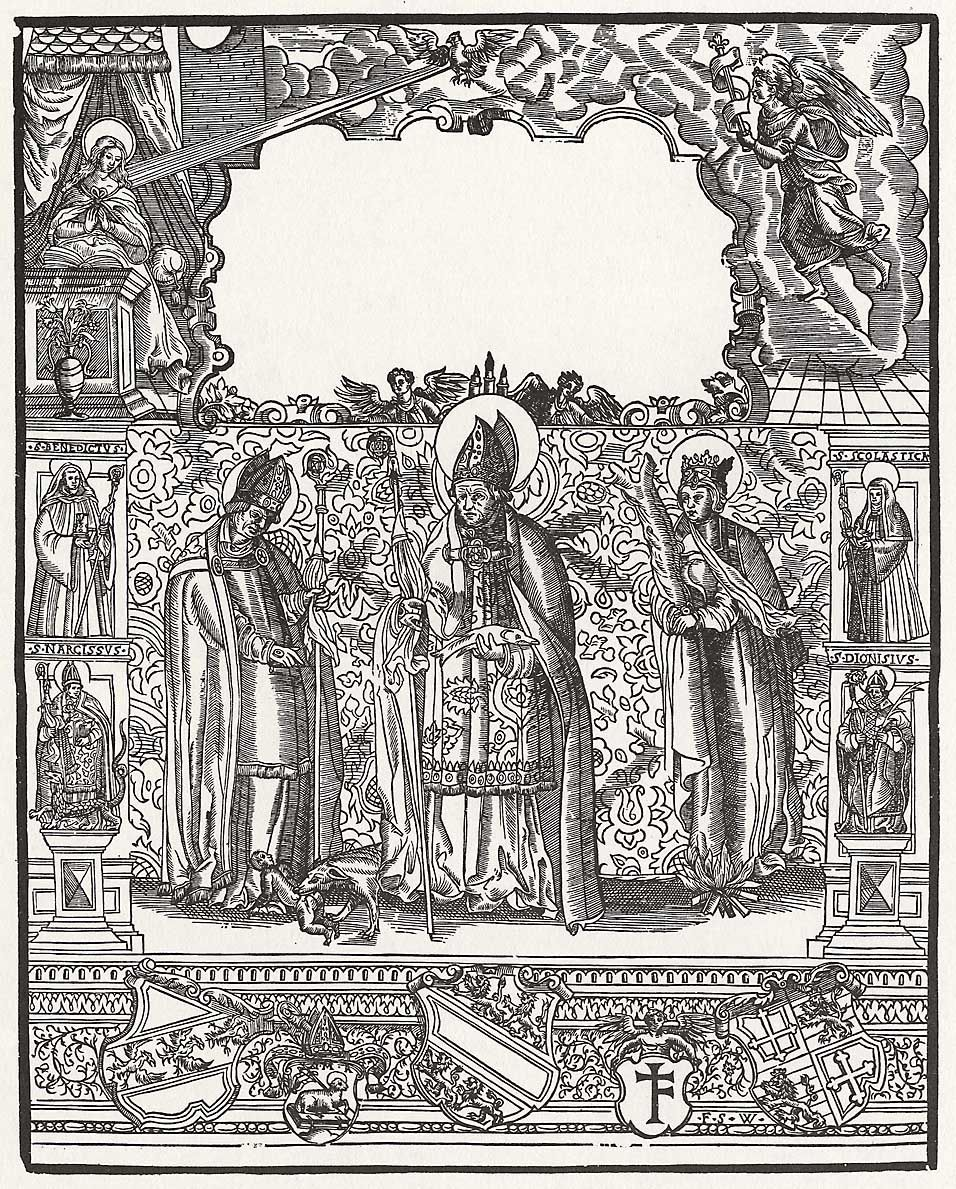
Монограміст FSW. Святі покровителі міста Аугсбурга, 1516 р.
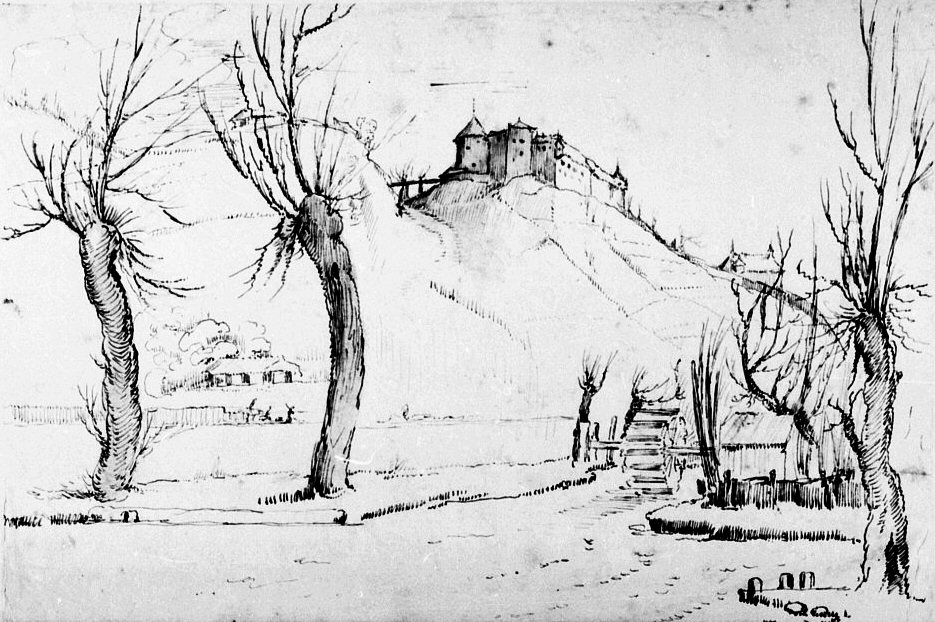
Августин Хіршфогель. «Пейзаж з водяним млином»
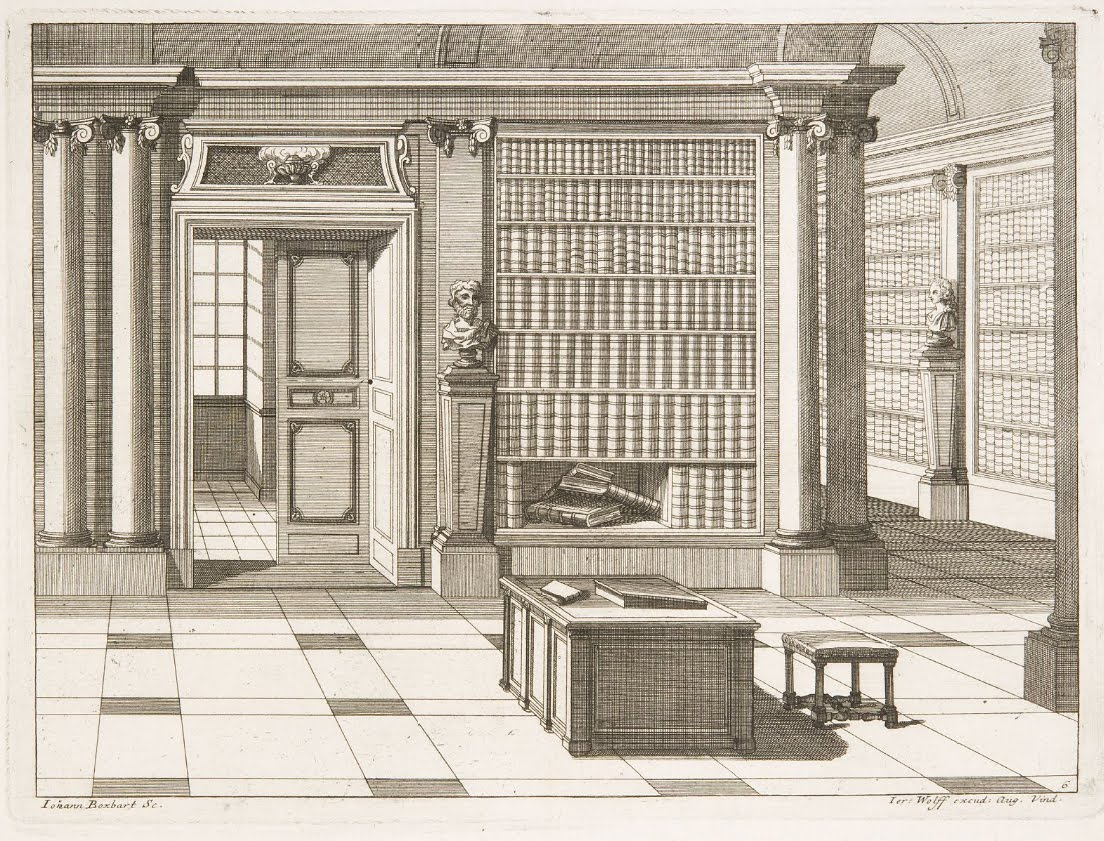
Йоган Боксбарт. Інтер'єр палацової бібліотеки, бл. 1700 р.
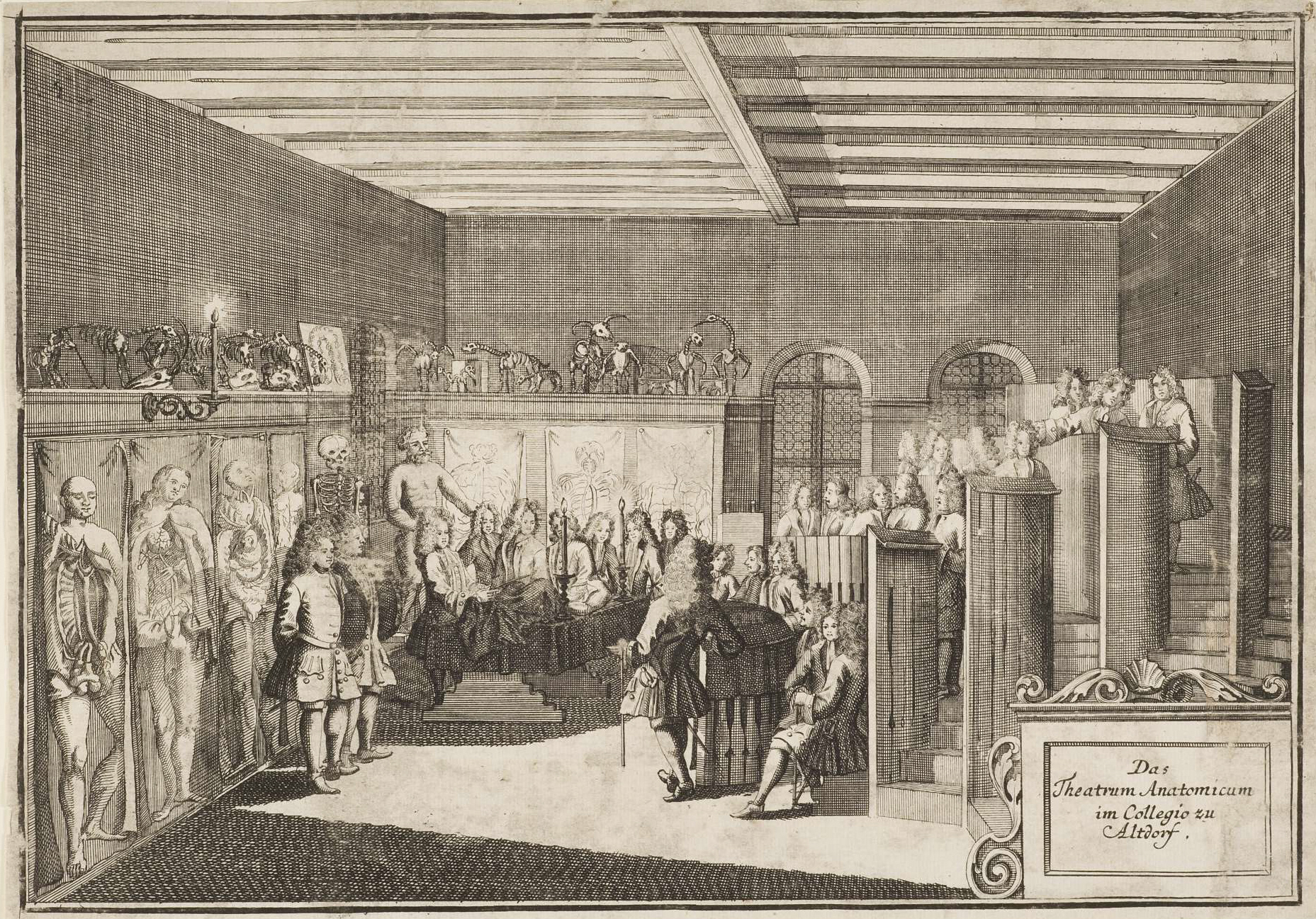
Йоган Герг Пушнер. «Анатомічний театр в колегії Альтдорфа» бл. 1700 р.

## Графічний портретний жанр у збірці

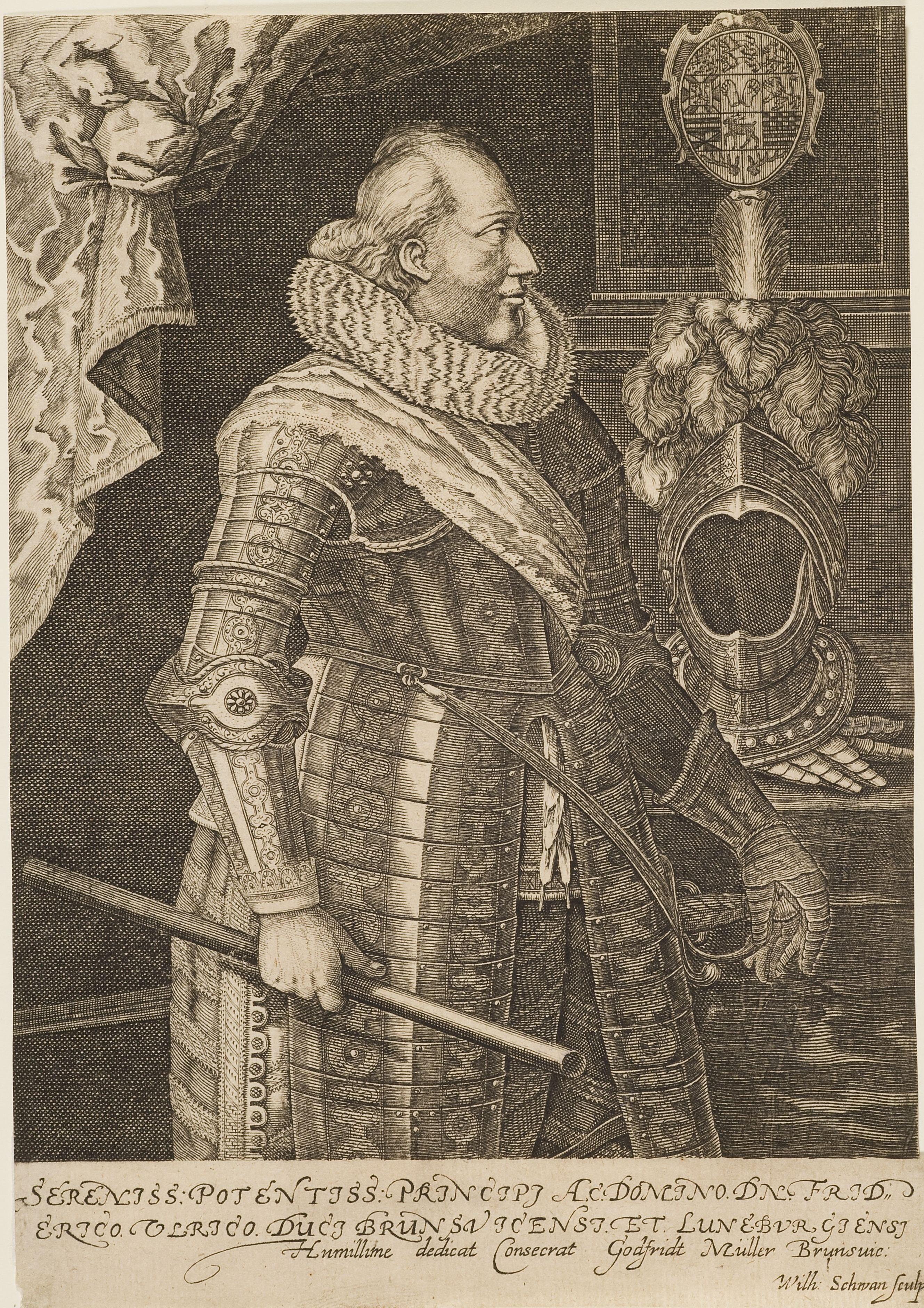
Худ. Готфрід Мюллер. «Фріріх Ульріх, герцог Брауншвейг-Люнебурзький», середина 17 ст.

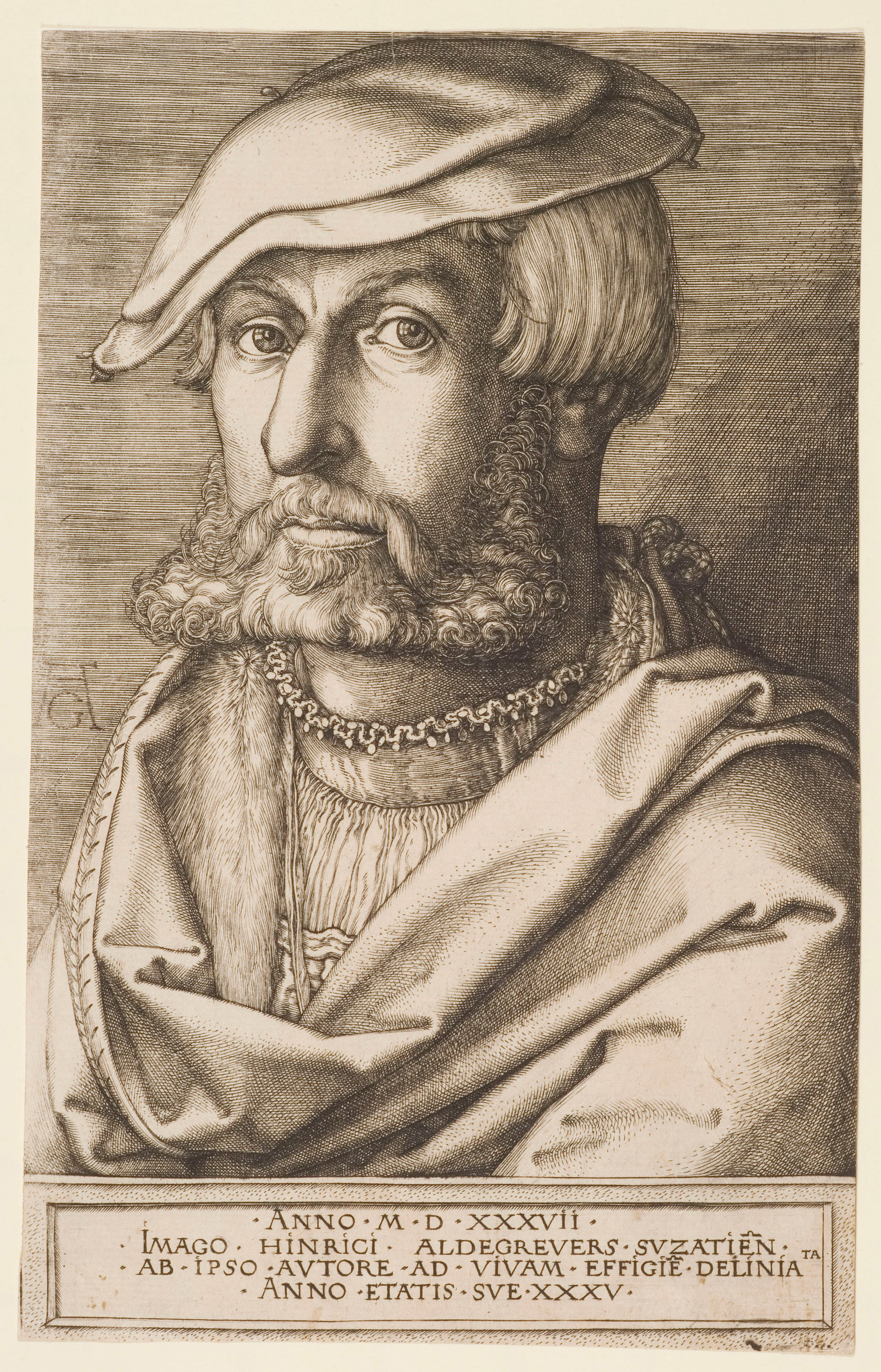
Геріх Альдегревер. «Автопортрет», 1537 р.
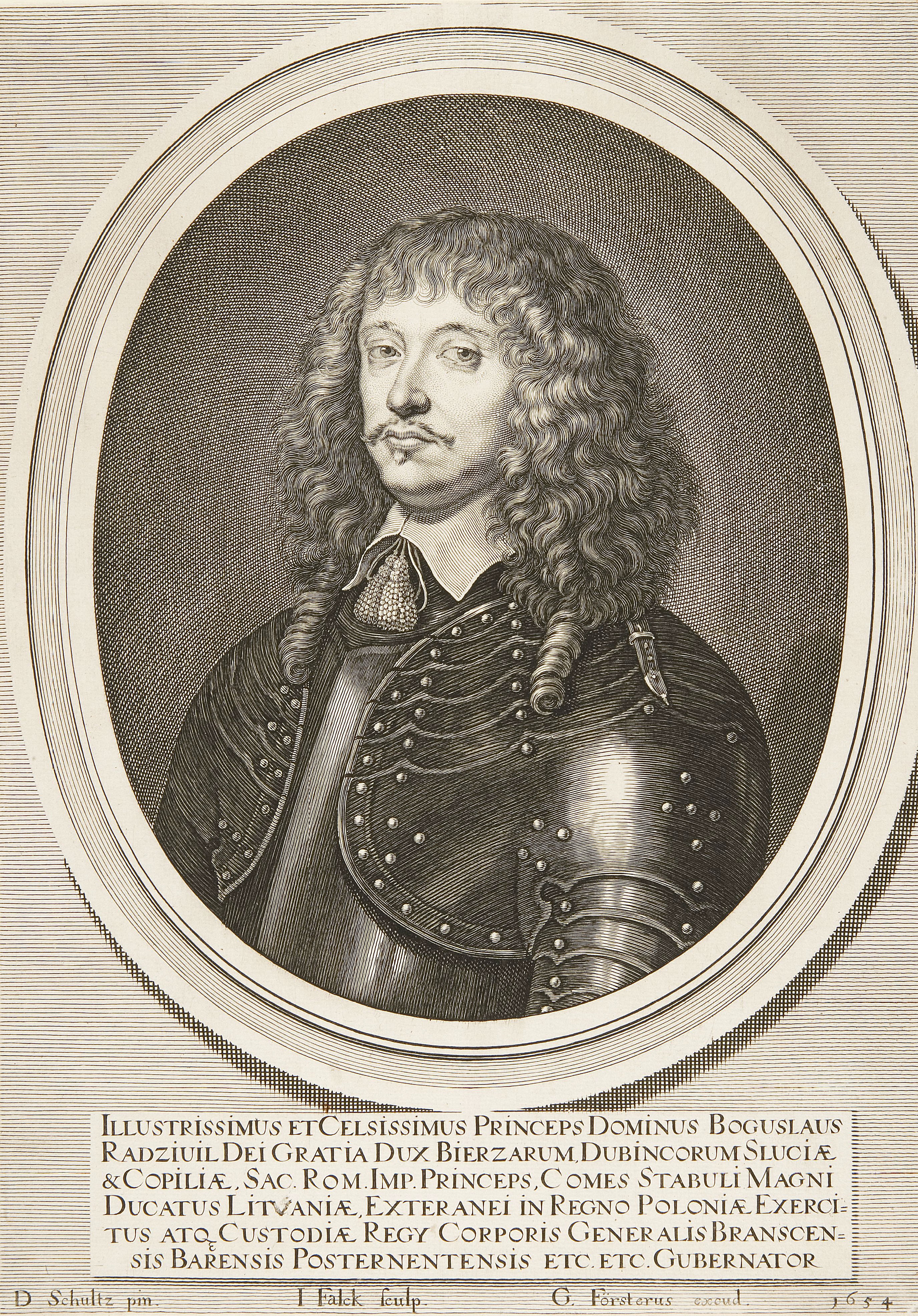
Худ. Даніель Шульц. «Богуслав Радзівіл», 1654 р.
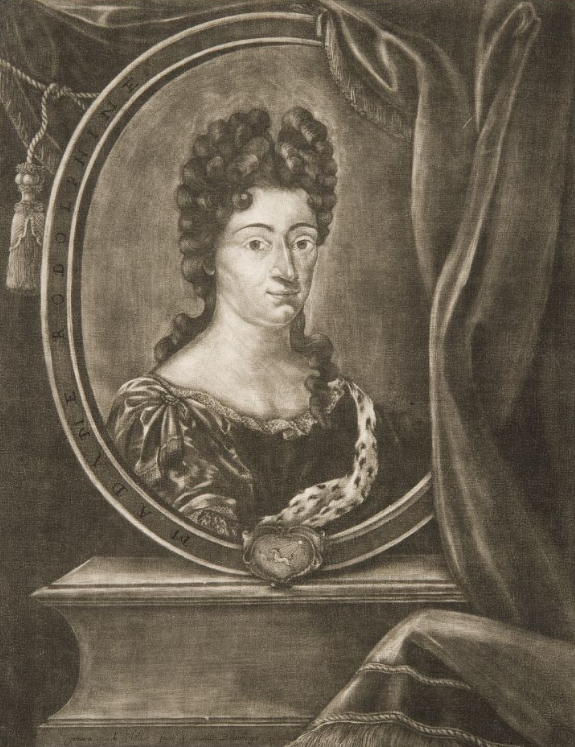
Йоган Якоб Меллер. «Розіна Елізабет Менте», кохана герцога і принца Брунсвік. 1686 р.
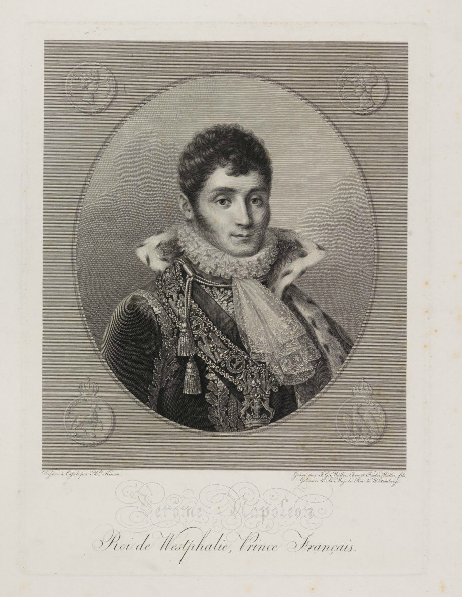
Йоган Готхад Мюллер. «Жером Наполеон», початок 1800-х рр.

## Портретний живопис збірки

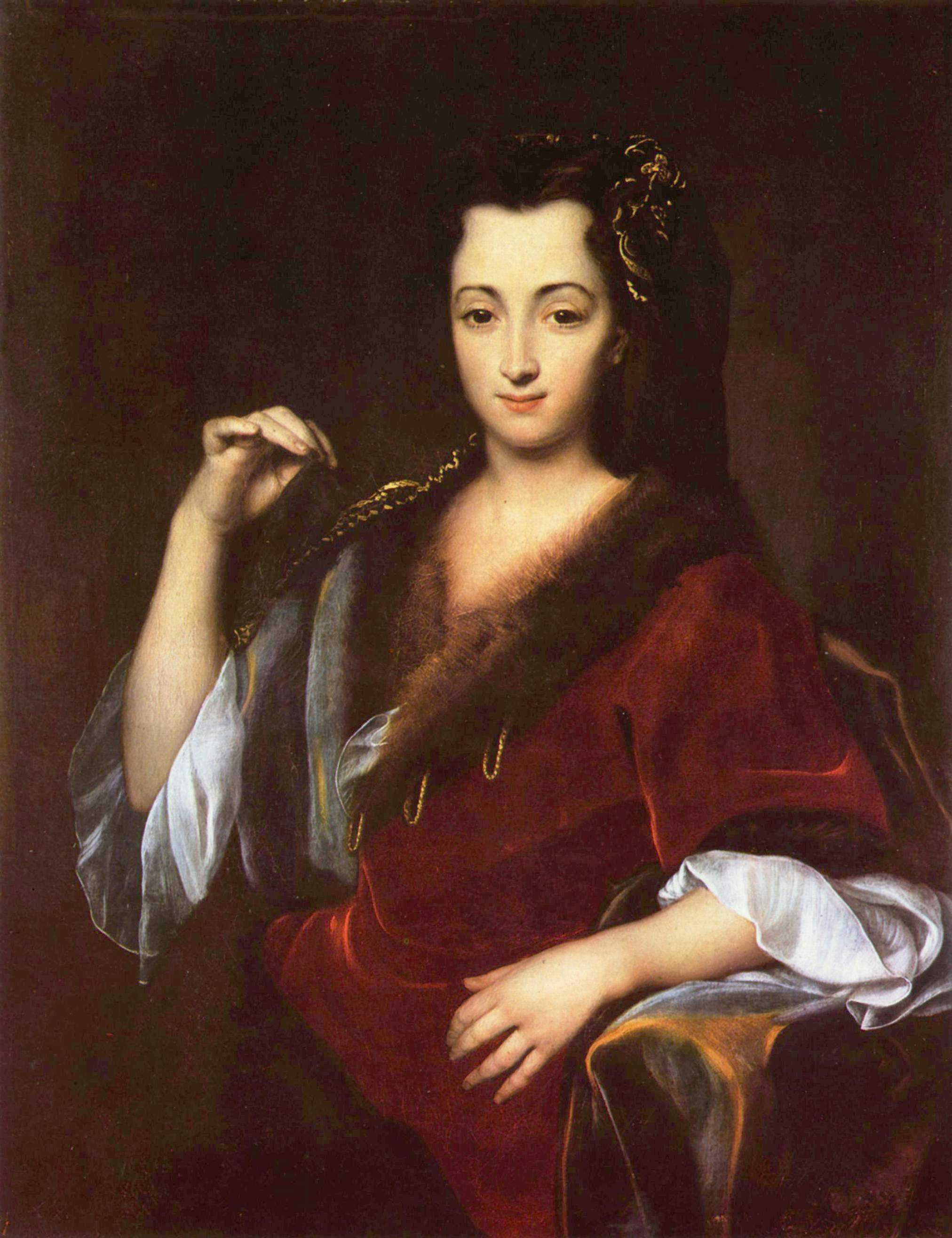
Ян Купецький. «Портрет шляхетної пані», бл. 1810 р. Музей герцога Антона Ульріха

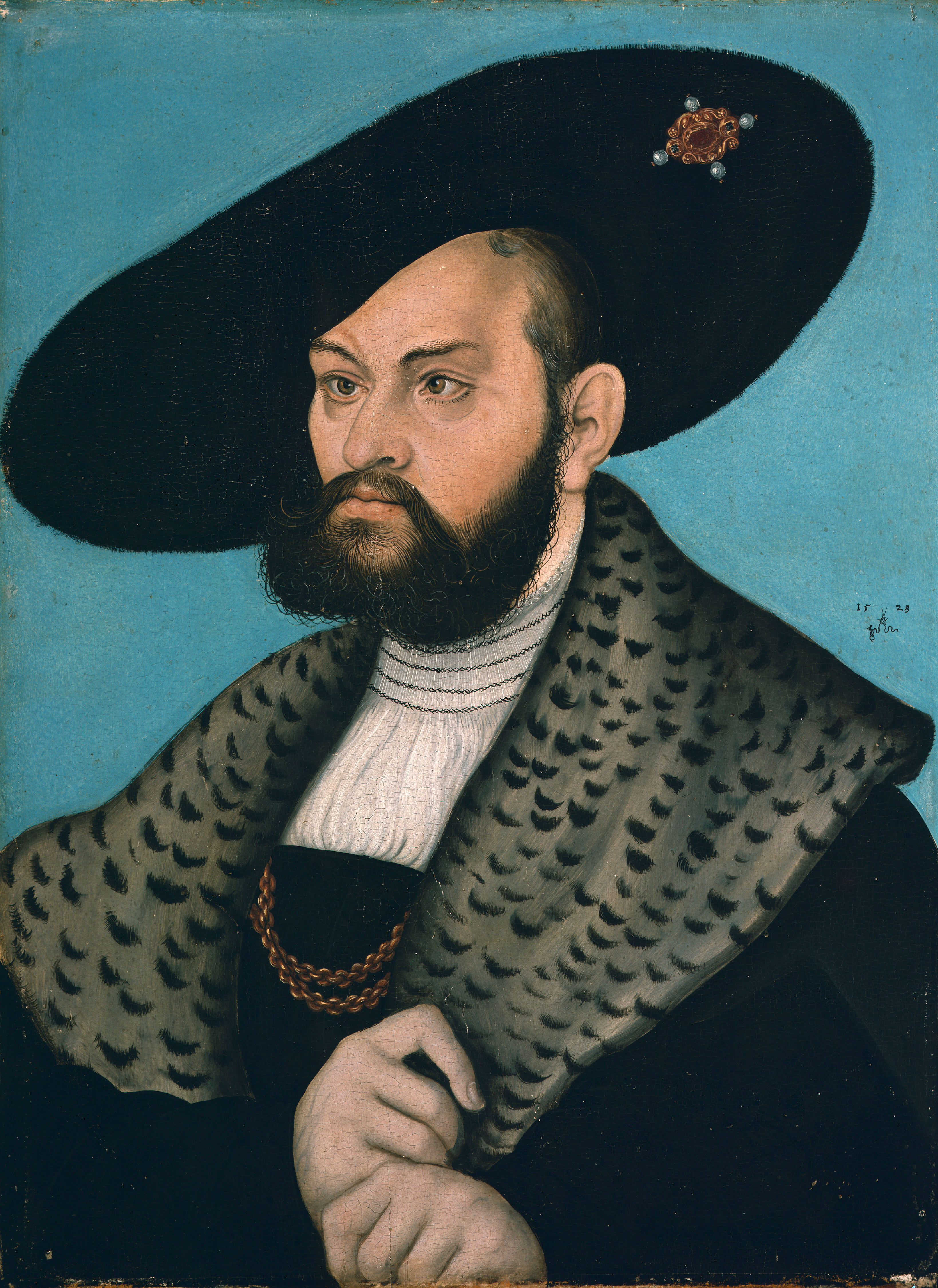
Лукас Кранах старший. «Маркграф Альбрехт фон Бранденбург-Ансбах», 1528 р.
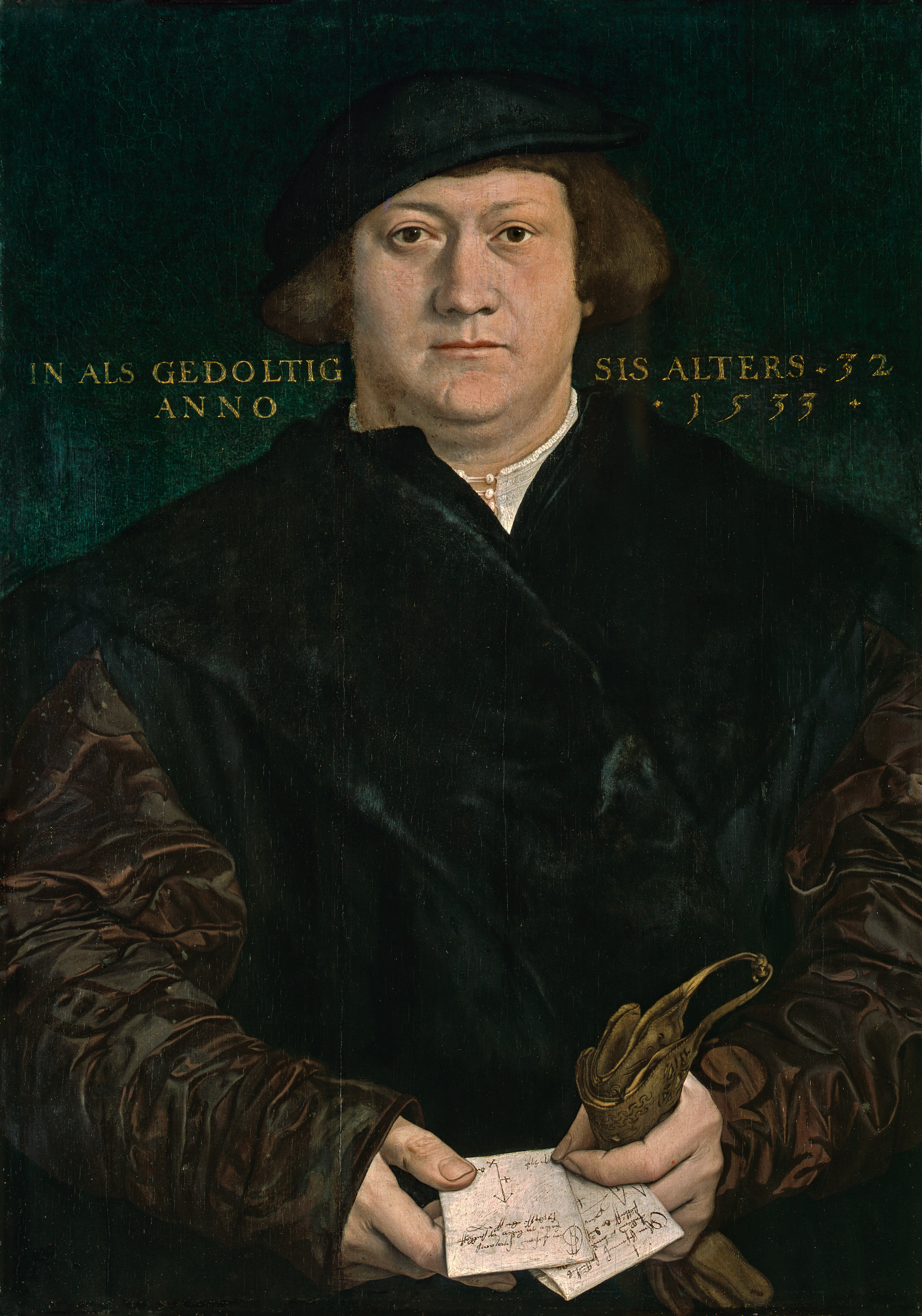
Ганс Гольбейн молодший. «Кіріак Кале», 1533 р.
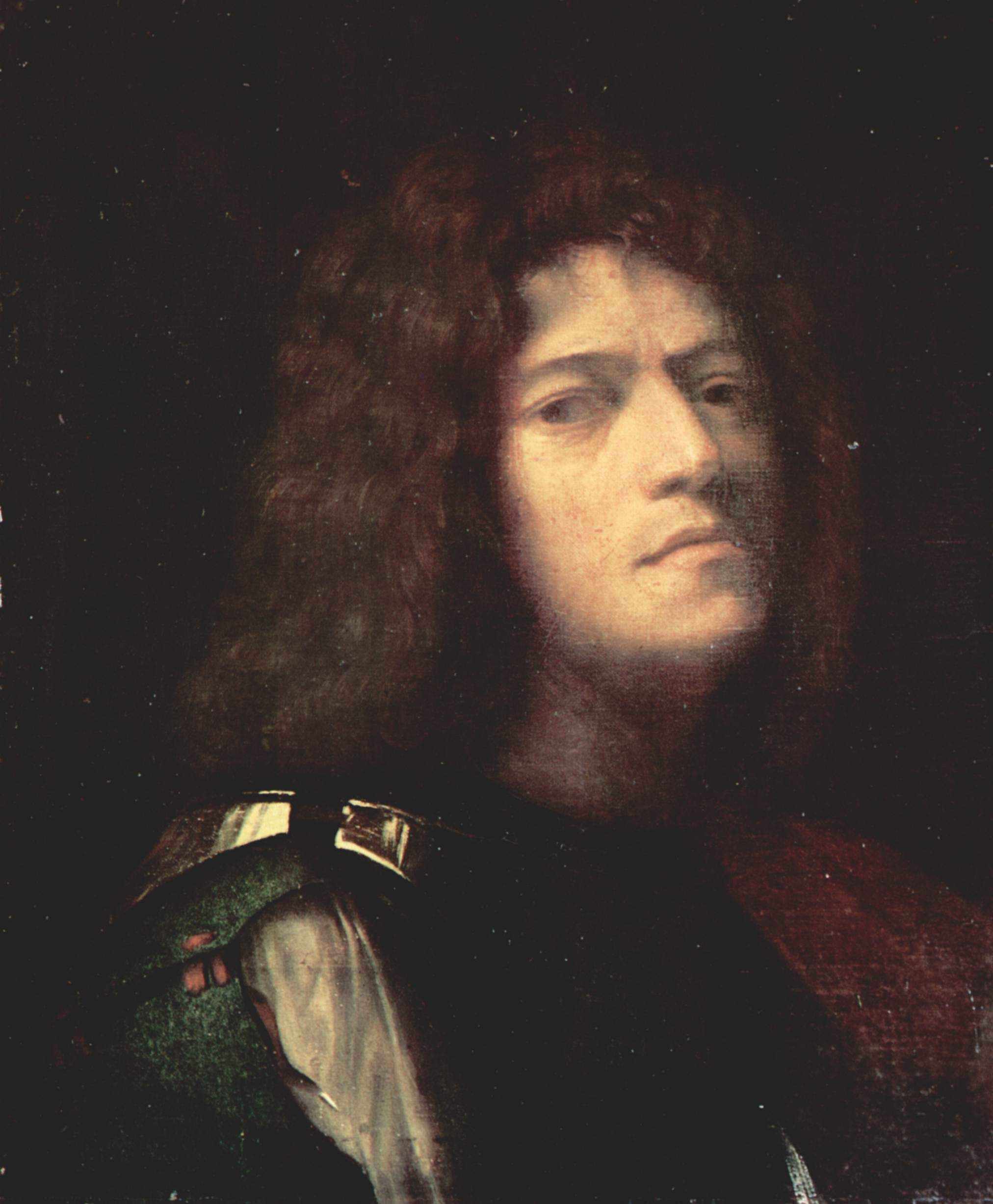
Джорджоне. «Автопортрет у вигляді Давида, переможця Голіафа», бл. 1508 р.
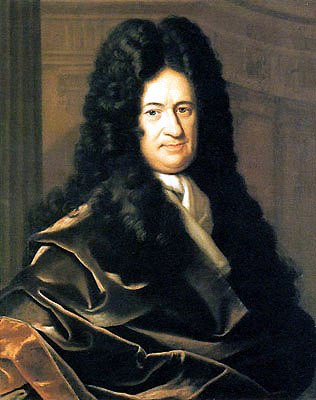
Крістоф Бернгард Франке. «Готфрід Вільгельм фон Лейбніц», бл. 1700 р.

## Картинна галерея

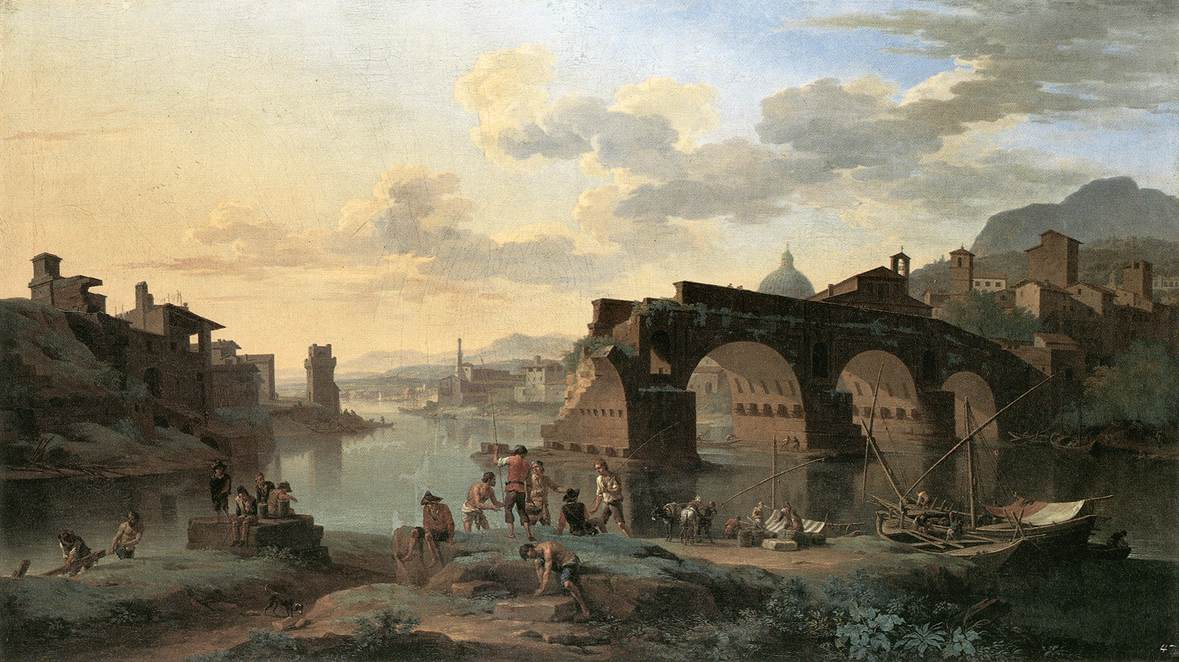
Якоб де Хейш. «Краєвид Рима з мостом Ротто», 1696 р.

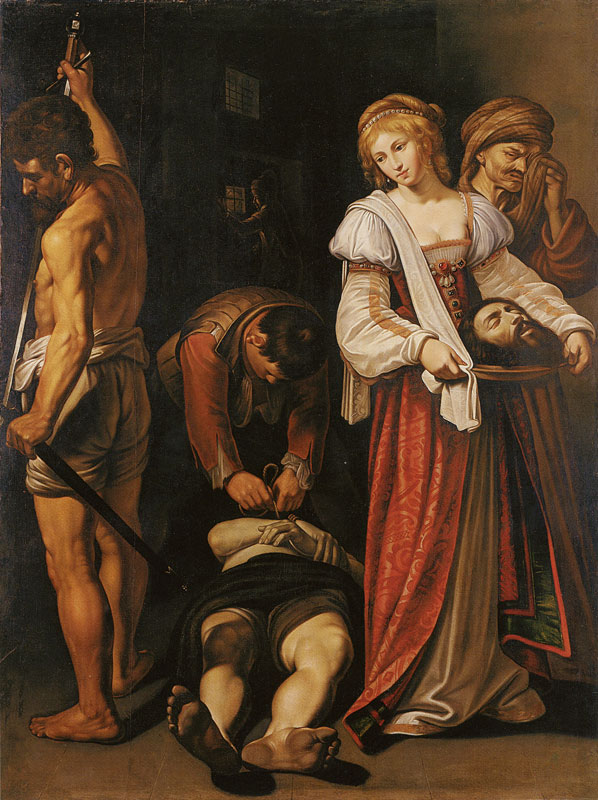
Луї Фінсон. «Страта св. Івана Хрестителя», початок 17 ст.
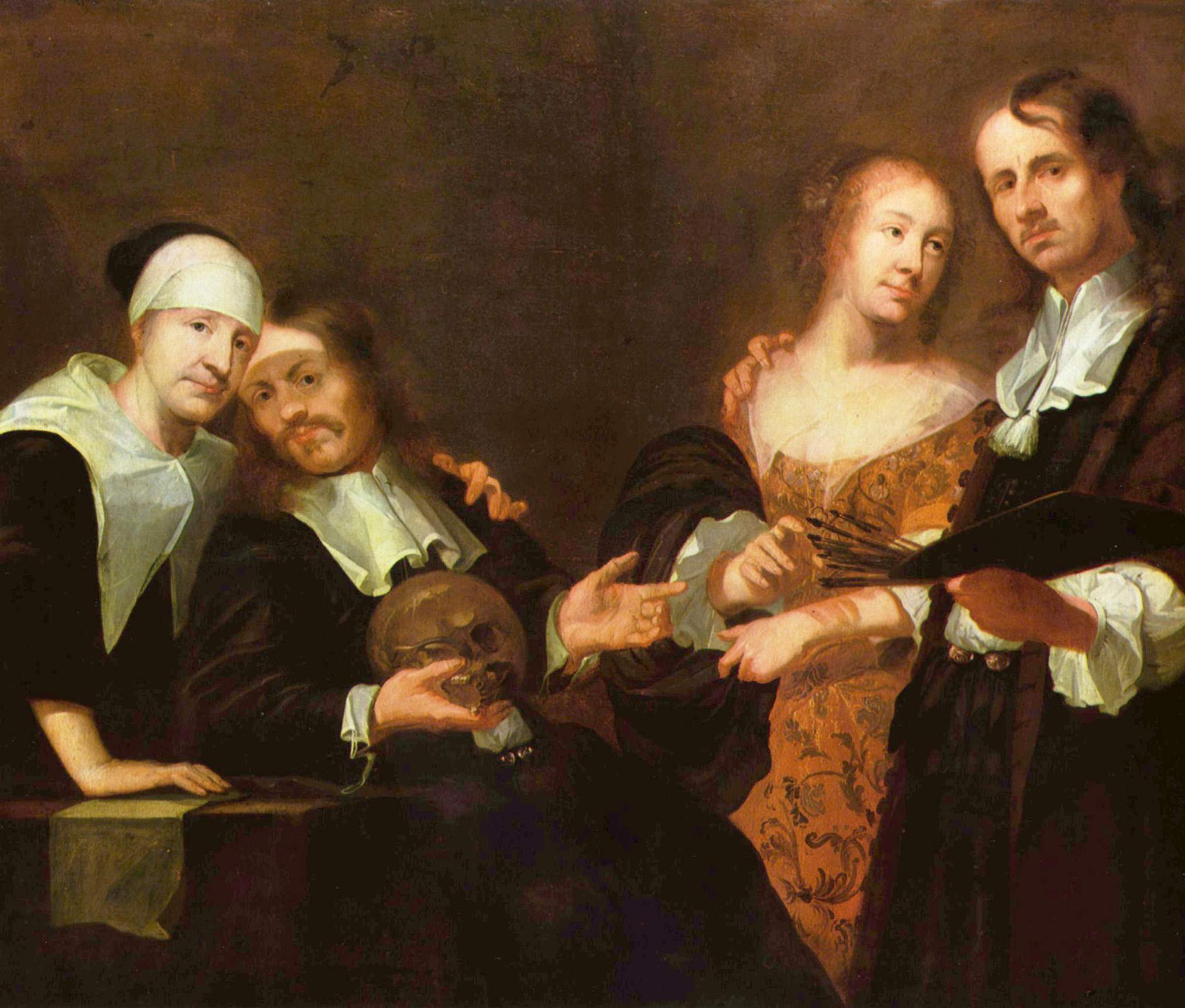
Йоахим Лун. «Автопортрет з родиною», бл. 1700 р.
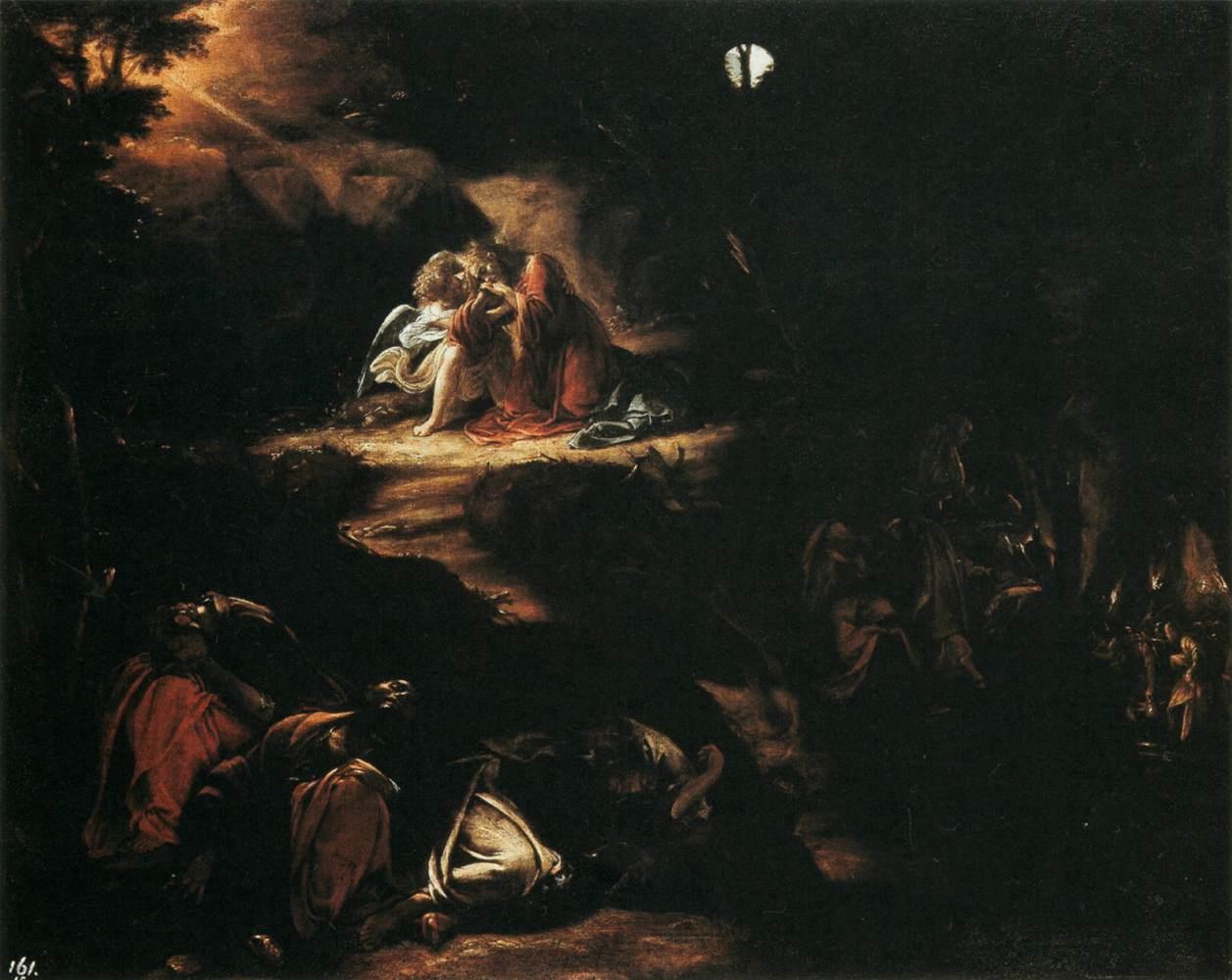
Ораціо Борджанні. «Моління про чашу» або «Христос в Гетсиманському саду», бл. 1610 р.
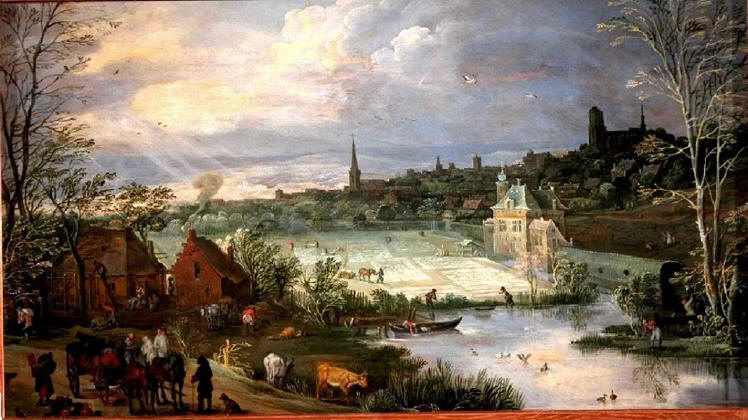
Йоос де Момпер, «Весна», до 1635 р.
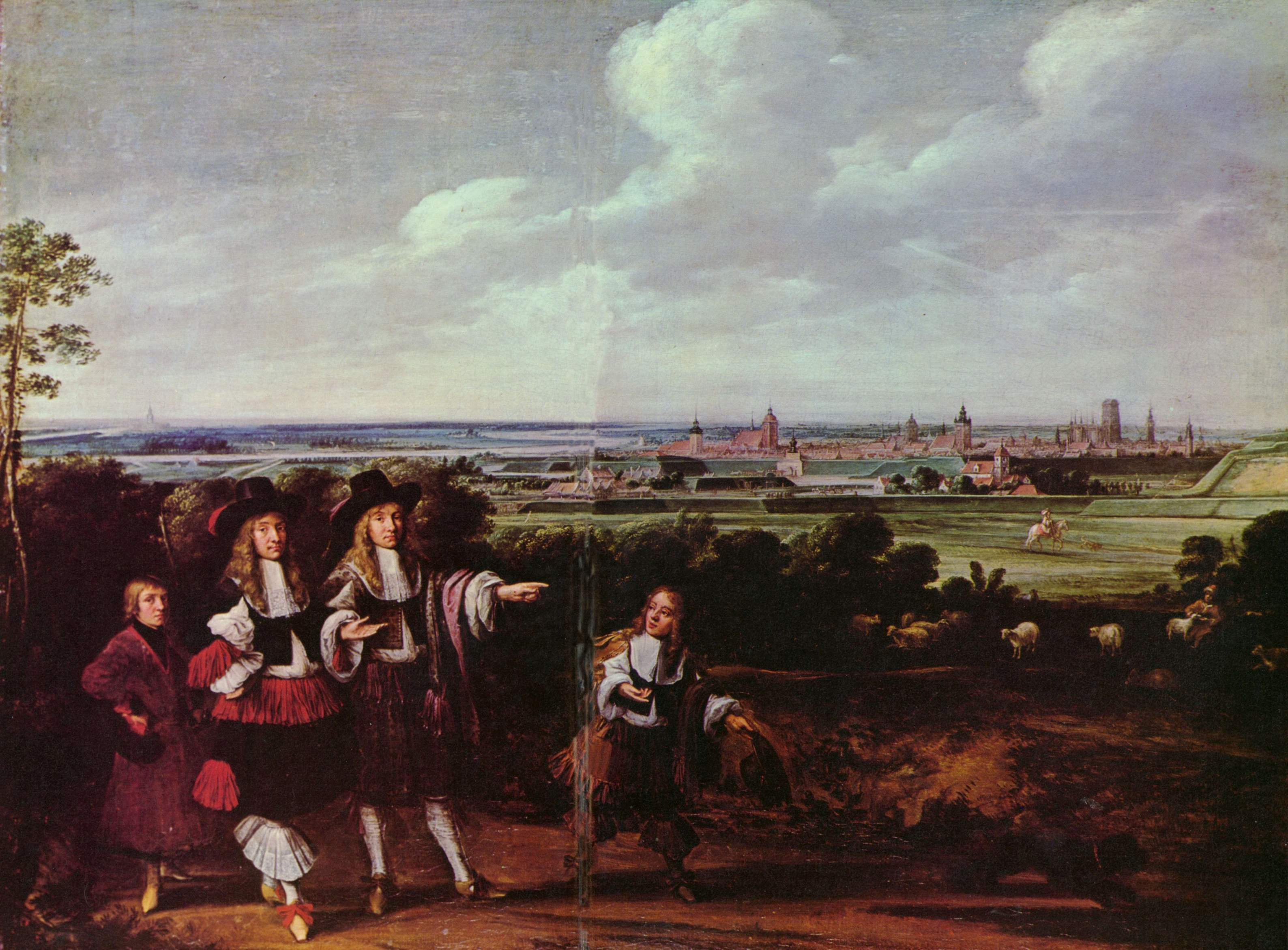
Андреас Стех. «Товариство на прогулянці в передмісті Гданська», після 1670 р.
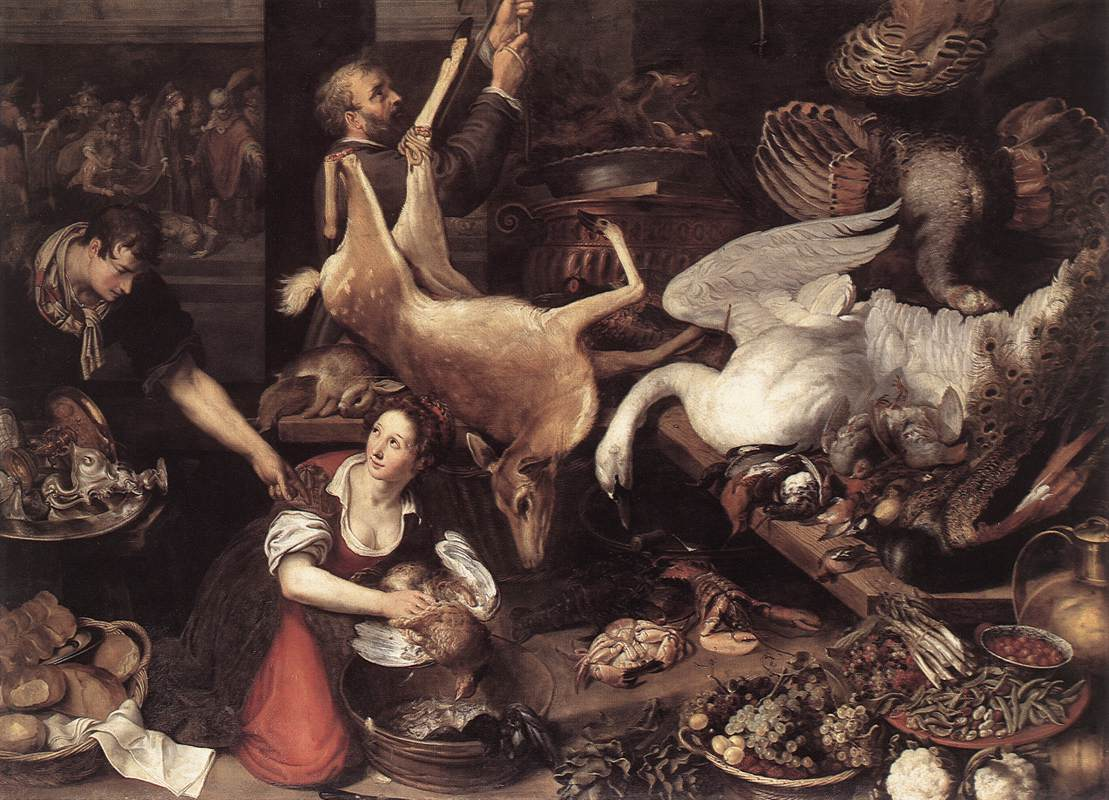
Адріан ван Нюланд молодший. «Кухня», 1616 р.
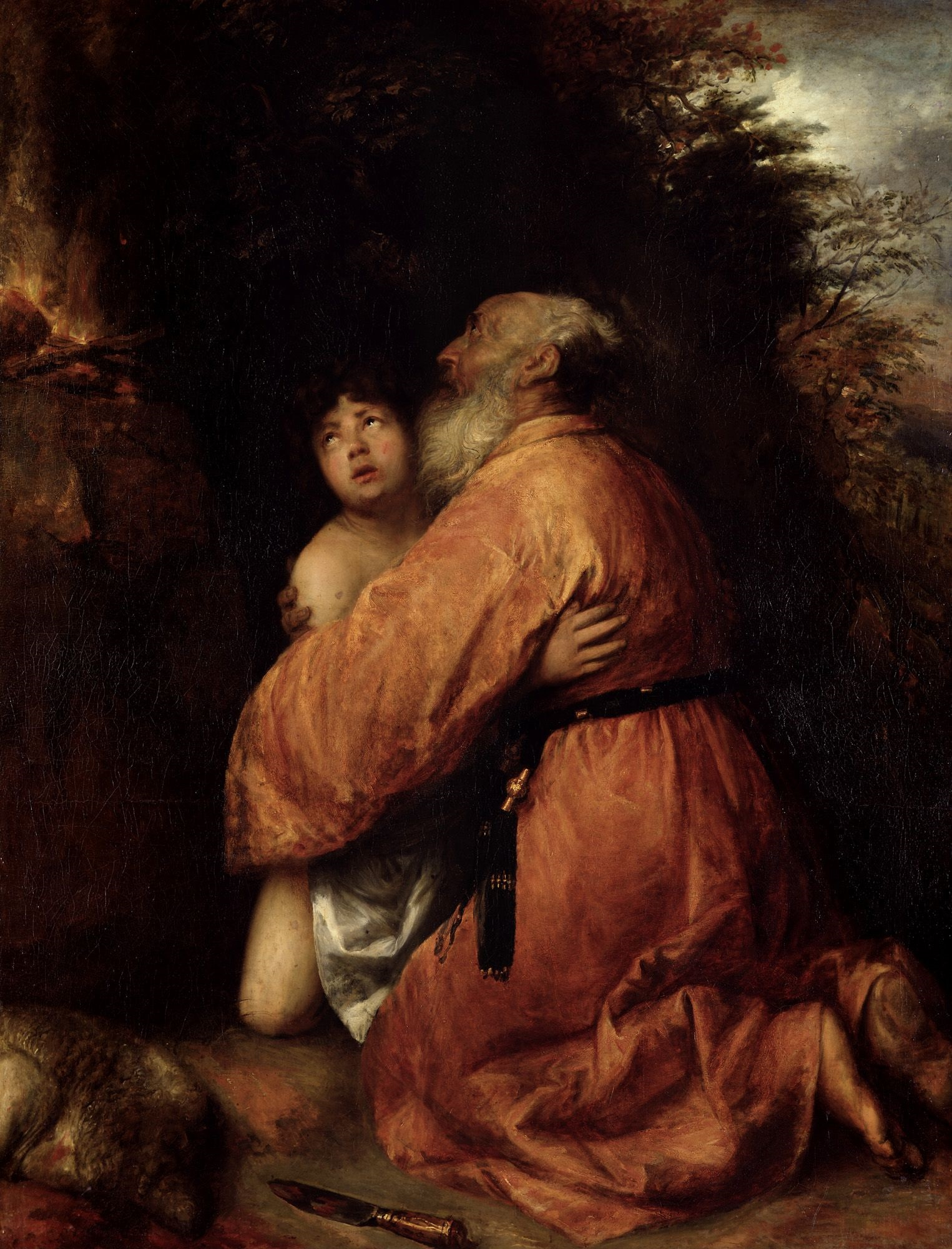
Ян Лівенс старший. «Жертвоприношення Ісаака», бл. 1638 р.
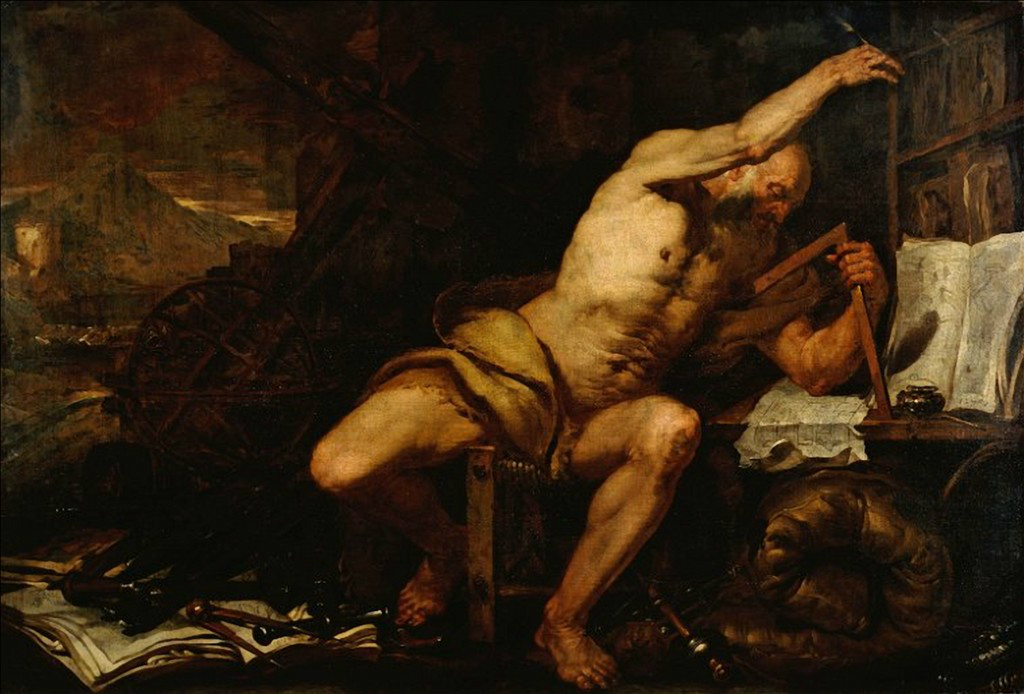
Джованні Баттіста Ланджетті, «Архімед»